# Luddington (Warwickshire)
Luddington – wieś w Anglii, w hrabstwie Warwickshire, w dystrykcie Stratford-on-Avon. Leży 17 km na południowy zachód od miasta Warwick i 135 km na północny zachód od Londynu. W 2001 miejscowość liczyła 457 mieszkańców.